# Lawrence Jackson
Lawrence Christopher Jackson (Los Angeles, 30 agosto 1985) è un giocatore di football americano statunitense che gioca nel ruolo di defensive end, free agent. Fu scelto nel corso del primo giro (28º assoluto) del Draft NFL 2008 dai Seattle Seahawks. Al college ha giocato a football alla University of Southern California.

## Carriera professionistica

### Seattle Seahawks
Jackson fu scelto nel corso del primo giro del Draft 2008 dai Seattle Seahawks. La sua stagione di debutto si concluse però in modo deludente mettendo a segno 29 tackle e 2 sack, disputando tutte le partite.

### Detroit Lions
Il 18 agosto 2010, Jackson fu scambiato coi Detroit Lions per una scelta del sesto giro del Draft NFL 2011. La sua prima stagione con la nuova franchigia lo vide terminare con 34 tackle, 6 sack e un fumble forzato disputando sole 11 gare, coi Lions che terminarono con un record di 6-10. Nelle due stagioni successive non fu in grado di mantenersi sugli stessi livelli, mettendo complessivamente a segno in due anni 46 tackle e 7 sack.

### Minnesota Vikings
Il 25 aprile 2013, Jackson firmò coi Minnesota Vikings per poi essere a sorpresa svincolato già nella prima scrematura del roster avvenuta il 26 agosto 2013.

## Vittorie e premi
Nessuno

## Statistiche
| Tackle     | 141  |
| Sack       | 19,5 |
| Intercetti | 0    |

Statistiche aggiornate alla stagione 2012